# هود (الرقة)
هود قرية سورية تتبع ناحية سلوك في منطقة تل أبيض في محافظة الرقة. بلغ عدد سكانها 413 نسمة في عام 2004 حسب إحصاء المكتب المركزي للإحصاء.